# Comté d'Eagle
Le comté d'Eagle est un comté du Colorado. Son siège est Eagle. Il doit son nom à la rivière Eagle (en), la « rivière de l'aigle ».
Outre Eagle, les municipalités du comté sont : Avon, Basalt, Gypsum, Minturn, Red Cliff et Vail.
Le comté dispose de l'aéroport de Vail-comté d'Eagle.

## Démographie
| 1890  | 1900  | 1910  | 1920  | 1930  | 1940  |
| ----- | ----- | ----- | ----- | ----- | ----- |
| 3 725 | 3 008 | 2 985 | 3 385 | 3 924 | 5 361 |

| 1950  | 1960  | 1970  | 1980   | 1990   | 2000   |
| ----- | ----- | ----- | ------ | ------ | ------ |
| 4 488 | 4 677 | 7 498 | 13 320 | 21 928 | 41 659 |

| 2010   | - | - | - | - | - |
| ------ | - | - | - | - | - |
| 52 197 | - | - | - | - | - |